# Fambaque (Lorri)
Fambaque (em armênio: Փամբակ; romaniz.: P’ambak) é uma aldeia e município da província de Lorri, na Armênia. De acordo com o censo de 2011, havia 341 habitantes no centro urbano e 12 303 no município.

## História
A aldeia de Fambaque foi fundada em 1894 perto da rodovia interestadual Vanazor-Alaverdi, no vale esquerdo do rio Fambaque, a nordeste da cidade de Vanazor. Uma vila homônima existia no desfiladeiro de Gailazor, mas foi anexada a esta em 1897. Alguns moradores se mudaram da aldeia vizinha de Caraberde, e o principal motivo da mudança foi a ferrovia; ela está ao lado da estação ferroviária homônima, entre as estações de Vanazor e Vaagnazor. Nos tempos da República Socialista Soviética da Armênia, fez parte do distrito (raion) de Gugarque. Como resultado do sismo de Espitaque de 7 de dezembro de 1988, houve destruições parciais na aldeia.
| Ano       | 1922 | 1926 | 1939 | 1959 | 1970 | 1979 | 1989 |
| --------- | ---- | ---- | ---- | ---- | ---- | ---- | ---- |
| População | 57   | 133  | 503  | 259  | 274  | 289  | 420  |

## Geografia
O entorno de Fambaque é florestado e há árvores frutíferas. Há minas de granito nas proximidades e água potável é trazida de uma distância de cinco quilômetros. Sua população subsiste de jardinagem, agricultura (vegetais e melões) e mineração de granito. Em termos de infraestrutura, conta com uma escola primária, um clube-biblioteca, um posto médico, uma casa de banhos.
Córregos descem em cascata das montanhas nos lados direito e esquerdo de Fambaque, e da montanha oposta flui o riacho Benzor em direção ao Fambaque. A aldeia é cercada por florestas, o que torna o clima ameno no inverno e fresco no verão. Tem uma escola primária, construída em 2000, localizada na margem direita do Fambaque. O pico mais alto da área é Lobi, com 1 800 metros. O município faz fronteira com os municípios de Caraberde a noroeste, Gugarque a sudoeste e Vaagnazor a nordeste.

### Subdivisões
O município é subdividido em 18 assentamentos:
- Aznevazor (Ազնվաձոր, Aznvajor)
- Antaramute (Անտառամուտ, Antaramut)
- Arjute (Արջուտ, Arǰut)
- Bazum (Բազում)
- Caraberde (Քարաբերդ, Karaberd)
- Debete (Դեբետ, Debet)
- Elegnute (Եղեգնուտ, Ełegnut)
- Fambaque
- Guxar (Գուշար, Gušar)
- Jamutum (Ժամատուն, Žamutun)
- Lernapate (Լեռնապատ, Leṙnapat)
- Lernajur (Լեռնաջուր, Lernaǰur)
- Margacovite (Մարգահովիտ, Margahovit)
- Salcose (Ծաղկոց, Całkocʿ)
- Vaagnazor (Վահագնաձոր, Vahagnajor)
- Vaagni (Վահագնի, Vahagni)
- Zoraguete (Ձորագետ, Joraget)
- Zoraguiul (Ձորագյուղ, Joragyuł)